# 토머스 J. 월시
토머스 제임스 월시(Thomas James Walsh, 1859년 6월 12일 ~ 1933년 3월 2일)는 미국의 정치인이다.

## 학력
- 위스콘신 대학교 법학대학원

## 경력
- 1913.03 ~ 1933.03 제63·64·65·66·67·68·69·70·71·72대 미국 몬태나 연방상원의원

## 역대 선거 결과
| 선거명      | 직책명                       | 대수 | 정당   | 득표율 | 득표수    | 결과 | 당락                   |
| ----------- | ---------------------------- | ---- | ------ | ------ | --------- | ---- | ---------------------- |
| 1906년 선거 | 하원의원 (몬태나 광역선거구) | 60대 | 민주당 | 40.77% | 22,894표  | 2위  | 낙선                   |
| 1912년 선거 | 상원의원 (몬태나 제2부)      | 63대 | 민주당 | 41.17% | 28,421표  | 1위  | 몬태나주 상원의원 당선 |
| 1918년 선거 | 상원의원 (몬태나 제2부)      | 66대 | 민주당 | 41.07% | 46,160표  | 1위  | 몬태나주 상원의원 당선 |
| 1924년 선거 | 상원의원 (몬태나 제2부)      | 69대 | 민주당 | 52.81% | 89,681표  | 1위  | 몬태나주 상원의원 당선 |
| 1930년 선거 | 상원의원 (몬태나 제2부)      | 69대 | 민주당 | 60.33% | 106,274표 | 1위  | 몬태나주 상원의원 당선 |

## 참고 자료
- 위키미디어 공용에 토머스 J. 월시 관련 미디어 분류가 있습니다.